# 柳書琴
柳書琴（1969年11月1日—），是台灣文學中生代研究者。目前在國立清華大學台灣文學所服務。「日治時期臺灣文學」、「殖民主義與文學生產」、「東亞殖民地比較文學」是其研究專長。

## 生平事蹟

### 個人簡介
1969年11月1日出生。籍貫是臺灣花蓮。成功大學歷史系畢業，臺灣大學歷史所碩士，清華大學中文系博士，曾到東京大學大學院人文社會系研究所作短期研究。先後在元智大學通識教育中心、中華大學通識教育中心、靜宜大學中文系、清華大學台文所任教。2012年2月~2014年8月擔任清華大學台灣文學研究所所長。在文學史料的編纂方面，曾與陳萬益、許維育等人編輯《張文環全集》，也與張文薰等人編輯《臺灣現當代作家研究資料彙編》(台文館出版，2011年3月出版)張文環、龍瑛宗、呂赫若的部份。在台灣文學知識的推廣方面，曾至韓國、日本、中國等地演講，也曾多次在國內大專院校演講。其學術成就逐漸受到重視，榮獲清大2008年「新進人員研究獎」、2009年「學術研究出版獎勵」、2011~2013年的「教師學術卓越獎勵」；校外榮譽方面，則榮獲2008年「吳大猷先生紀念獎」、2010年「巫永福文學評論獎」、2010年「第34屆金鼎獎入圍」與「補助大專院校特殊優秀人才獎勵」、2012年「101年度中山學術著作獎」等。為人低調，但是論文發表、研究計畫提出，以及文學活動參與相當頻繁。

### 研究理念與學術關懷
對於台灣文學系所內部及國內高漲的民族主義(不論是中國還是台灣)氛圍，柳書琴曾在代表作《荊棘之道：臺灣旅日青年的文學活動與文化抗爭》的序言，向讀者提出忠告，說道：「民族國家在與殖民主義格鬥的同時卻在某種程度上落入文化本質主義的視野。民族主義扼殺了各種本土差異，壓抑了地方文學的多重可能，也化約了複數的地方文化傳統」。相較一些學者將後殖民論述當成自身論述的武器，或者作為支持台獨或統一的理論基礎，她對後殖民論述有不同的看法，認為「後殖民論述的最終目的，在於從單一文化專制中解放各種帶有地域性、土著性的詞彙與表述，從內向外自然展現地方與世界各地域之間的平等對話」。
對於「台灣文學」的存在，尤其是台灣文學的創作及知識化的歷程，並不認為這是「一時、一黨、政治性操作的結果」，而是有其成因及深刻的意義，曾在一篇文章提到：「台灣文學作品的典律化，臺灣研究的學科化，其過程都是可以被客觀分析的文化現象。這種文化現象有其漫長深刻的社會根源，反映了我們社會對於抒發集體情感、認識自身土地與歷史的權力及渴望。」她傾向將台灣文學、台灣歷史、台灣文化這些研究的價值，放在東亞史及全球史的脈絡中考察，而認為，台灣自近代以來，由於不是一個國家，因此擁有許多超越國家、民族的經驗，而這個經驗在全球--一個平等性的全球社區的發展當中，非常重要。這些經驗透過學者知識化工程的處理以後，不僅可以被國外接受、翻譯，也可以反饋給國民教育。基於上述的理念，柳書琴努力與中國、日本、韓國等地的學者合作，尋求共同舉辦國際會議、編輯學術專書、參與國際學會、加入國際期刊編審，以及相互交流文學調查成果的機會；而在擔任清大台文所所長期間(目前已換陳建忠擔任)，也將陳萬益等前任所長開啟的師生境外出訪、接納國外學者訪問等作法沿續下去。
柳書琴非常重視台灣文學研究在國際學術生態的位置，以及它在台灣國際發聲權、台灣國際發展空間所發揮的作用。她認為，目前臺灣文學主要是在「世界華文文學/中國現代文學/現代中文文學」，以及「殖民地文學/昭和外地文學/東亞日本語文學」這兩大脈絡裡，取得海外發聲與國際交流的機會。由於中國、日本這兩個國家，主導東北亞的學術生態，激烈爭奪歷史詮釋權，因此台灣必須要像韓國一樣，「與中日學界加強國際合作，開發大陸邊陲南北島弧之小國聯繫，或串聯亞非南美開發中國家」，從各方面去開拓自己學界在東亞共同歷史與全球社會的發聲權。對於「台灣通常只有一到數名代表參與其間」、「薄弱的人數」與「缺乏世代性的隊伍」這些問題她相當在意，認為，這種現象終將影響台灣與台灣文學在國際學術界的發聲，並且造就學術傳承與下一個世代國際競爭的弱勢。
對於台灣文學研究的發展問題，柳書琴認為，思考「台灣文學能回饋給社會什麼」，比「細論研究議題與研究方法」，更為重要與迫切。在靜宜大學人文暨社會科學院台灣研究中心舉辦的「當前台灣文學議題座談會」上，呼籲：國立台灣文學館、台灣研究中心平台，以及相關大學系所，透過一些方式(例如：系列工作坊)邀集各界人士，討論近年來國內文化與教育場域出現的各種變化，並且思考這些變化對台灣文學這個學科帶來的各種衝擊、所反映的社會需求，以及因應這些變化的策略。

## 著作
文章可分為「學術著作」與「一般著作」。目前為止(2014年8月27日)，大部分文章的電子檔，都能在清大台文所的教師個人網頁中找到。

### 學術著作
學位論文：
- 〈荊棘之道：旅日青年的文學活動與文化抗爭〉，國立清華大學中國文學系博士論文, 2001年。
- 〈戰爭與文壇：日據末期台灣的文學活動〉，國立台灣大學歷史學系碩士論文，1994年。

整本書以其單篇或多篇論文為主體的著作：
- 《식민지문학의 생태게：이중어체제 하의 타이완문학》(中文標題：《殖民地文學的生態系：雙語體制下的臺灣文學》)，亦樂出版社，韓國首爾，2012年5月14日。
- 《荊棘之道：臺灣旅日青年的文學活動與文化抗爭》，聯經出版社，2009年5月出版。---以其博士論文為基礎，進行增補、改寫、修正而成的著作。

與他人合著的著作：
- 柳書琴、李卓穎、趙慶華等人合著，《涉大川：紀剛口述傳記》，國立臺灣文學館，臺南，2011年6月。

編輯的著作：
- 與張文薰合編，《臺灣現當代作家研究資料彙編 6‧張文環》，國立台灣文學館，臺南，2011年3月。
- 自編，《戰爭與分界：「總力戰」下臺灣‧韓國的主體重塑與文化政治》，聯經出版社，臺北，2011年3月。
- 與許佩賢、石婉舜合編，《帝國裡的「地方文化」：皇民化時期臺灣文化狀況》(該書由吳密察策劃)，播種者出版社，臺北，2008年。
- 與邱貴芬合編，《後殖民的東亞在地化思考：臺灣文學場域》，台灣文學館籌備處，2006年。
- 與陳萬益、許維育合編，《張文環全集》(第八卷・資料輯)，臺中縣文化中心典藏，1998年4月。

譯作：
- 河田悌一，〈東洋與西洋的衝突：西方近代文明‧夏目漱石及章太炎〉，收錄在《東亞近代化的困境與出路國際會議論文集》，該論文集由中華文化復興運動總會國家政策研究中心出版，1995年7月。
- 辻義男，〈周金波論：以系列作品為中心〉，刊載在1993年10月《文學台灣》第8期。
- 松永正義，〈臺灣的文學活動〉，刊載在1993年7月《當代》第87期, 頁13~29。
- Gilfilla,S. Colum，〈羅馬帝國的衰亡與鉛中毒〉，刊載在1989年12月《史學》，頁67~78。

單篇論文篇目列表(至2014年8月27日為止)：
其研究主題最早是1940年代的台灣文學，處理皇民化運動，以及皇民文學的相關議題，其碩士論文是「戰爭與文壇：日據末期台灣的文學活動」。之後，以《福爾摩莎》雜誌的作家群為對象展開研究，不僅以這些人的留日文學活動作為博士論文內容，也將這些作為任教期間的研究題材，日後集結出版，聯經出版社在2010年出版的《荊棘之道：臺灣旅日青年的文學活動與文化抗爭》，即是其成果。民國94年以後，逐漸轉向台灣日治時期的漢文教育、漢文通俗文學、風月報等議題的研究，也著手進行台灣與其他日本殖民地---朝鮮半島、滿洲國的文學比較研究，近年著眼於臺灣的左翼文學，研究朱點人、郭秋生等左翼作家生平事跡，及其文本所展現的反殖民精神。與所內教師陳淑容女士合寫〈宣傳與抵抗：嘉南大圳事業論述的文本縫隙〉一文。獨立撰寫的論文，其單篇論文按照內容，可以分為六類。每一類的論文篇目，沒有按照論文發表時間的先後順序排列。

一、日治時期左翼文學運動、所謂的「城殤小說」：
- 〈勤勞成貧：臺北城殤小說中的臺灣博覽會批判〉
- 〈臺灣文學的邊緣戰鬥：跨域左翼文學運動中的旅日作家〉

二、滿洲國及其相關議題：
- 〈上海新感覺派文藝在「滿洲國」的傳播：兼論爵青〈哈爾濱〉的版本問題〉
- 〈翻譯‧尤物：上海新感覺派與「滿洲國」藝文志派作家〉
- 〈魔都尤物：上海新感覺派與殖民都市啟蒙敘事〉
- 〈殖民都市、文藝生產與地方反應：「總力戰」前臺北與哈爾濱的比較〉
- 〈「滿洲他者」寓言網絡中的新朝鮮人形象：以舒群〈沒有祖國的孩子〉為中心〉

三、台灣的漢文、通俗文學、大眾文學議題
- 〈從「昭和摩登」到「戰時文化」：〈趙夫人的戲畫〉中大眾文學現象的觀察與省思〉
- 〈《臺灣新民報》向右轉：賴慶與新民報日刊初期摩登化的文藝欄〉
- 〈滿洲內在化與島都書寫：林煇焜《命運難違》的滿洲匿影及其潛話語〉
- 〈壓抑與衍異：殖民主義語言控制與臺灣傳統漢文現代化軌跡〉
- 〈事變、翻譯、殖民地暢銷小說：《可愛的仇人》日譯及其東亞話語變異〉
- 〈從官製到民製：自我同文主義與興亞文學〉
- 〈《風月報》到底是誰的所有？：書房、漢文讀者階層與女性識字者〉
- 〈殖民都會平民公共領域與通俗文藝島內消費：以《風月報》為中心〉
- 〈書房夫子與斷頭雞：日據時期臺灣傳統文化體系與漢文教育的崩解〉
- 〈通俗作為一種位置：《三六九小報》與1930年代臺灣漢文讀書市場〉
- 〈文化遺產與知識鬥爭：戰爭期漢文現代文學雜誌《南國文藝》的創刊〉
- 〈傳統文人及其衍生世代：臺灣漢文通俗文藝的發展與延異(1930-1941)〉

四、以碩士論文為基礎所發表的文章：
- 〈再剝〈石榴〉：決戰時期呂赫若小說的創作母題(1942~1945)〉
- 〈「總力戰」與地方文化：地域文化論述、臺灣文化甦生及臺北帝大文政學部教授們〉
- 〈糞現實主義與皇民文學：1940年代臺灣文壇的認同之戰〉。
- 〈帝國空間重塑、近衛新體制與臺灣地方文化〉
- 〈誰的文學？誰的歷史？：日據末期臺灣文壇主體與歷史詮釋之爭〉
- 〈「外地」的沒落：臺灣代表們的第一次大東亞文學者大會〉

五、以博士論文為基礎所發表的文章：
- 〈忠義的自問：從〈地平線的燈〉論張文環的跨時代省思〉
- 〈從部落到都會：張文環〈山茶花〉與進退失據的殖民地青年男女〉
- 〈變調之旅：張文環及中部青年的帝都經驗與文學〉
- 〈被動員去動員：張文環與殖民地的戰時動員〉
- 〈謎一樣的張文環：日治末期張文環小說中的民俗風〉
- 〈地平線的彼方：謝春木、王白淵吹奏的祖國福音〉
- 〈通俗作為一種位置：《三六九小報》與1930年代臺灣漢文讀書市場〉
- 〈反現代與反殖民的演繹：王白淵的泰戈爾論與甘地論〉
- 〈前進東京或逆轉歸鄉？：論張文環轉向小說〈父之顏〉及其改作〉
- 〈帝都的憂鬱：謝春木的變調之旅〉

六、其他：
- 〈生物學統治與流域生態：「南社」創社前地域文化資本之累積〉
- 〈跨時代跨語作家的戰後初體驗：龍瑛宗的現代性焦慮(1945~1947)〉

### 一般著作
文學創作：
其論文與散文多以真名發表，詩作則以「芙蓉」為筆名發表。

散文：
- 〈歷史交錯中的臺灣與東北：東北文學田野筆記〉，刊載在2012年6月《文訊》第320號，頁70~80。
- 〈台灣文學：台灣最柔軟、最美麗的一張名片〉，刊載在2011年10月《國文天地》「台灣文學與我」專輯，頁41~46。
- 〈迴響〉，收錄在《南風：林梵還曆桃李集》(台北：印刻出版社)，2010年7月，頁79~101。--回憶與師(林瑞明，筆名：林梵)相處的時光。

新詩：
- 〈師者〉，收錄在《南風：林梵還曆桃李集》(台北：印刻出版社)，2010年7月，頁11~12。
- 〈刺桐〉，刊載在《生態臺灣》第21期，2008年10月，頁60。
- 〈微笑〉、〈蒙山施食〉，刊載在2008年6月《新地文學》第4期，頁99~101。
- 〈曇花〉、〈五月雨〉，刊載在2007年9月《新地文學》創刊號，頁133~134。

簡介台灣文學相關議題的文章：
- 野間信幸、馬雪峰、岡部路子翻譯，〈張文環親戚‧舊友訪探錄〉，刊載在2011年3月《東洋大學中國哲學文學科紀要》第19號，頁122~150。
- 〈不同文化脈絡的交會點──《南國文藝》簡介〉，刊載在2011年2月《文訊》「思潮與對話──日治時期臺灣文學雜誌概況」專輯，頁91~92。
- 〈多元併起的文學樂音:張文環及其同時代作家的再詮釋〉，刊載在2003年12月《台灣文學館通訊》的第80~84頁。
- 〈本土、現代、純文學、主體建構：日據時期臺灣新文學雜誌〉，刊載在2003年7月《文訊》，頁16~27。
- 〈「張文環全集」搜輯與整理計劃〉，刊載在十幾年由幾位清大中文所研究生創辦的小型刊物--《水筆仔》第4期，頁40~41。
- 〈「閹雞」灌溉本土花園〉，該文刊載在1995年9月2日《中國時報》第31版寶島版。

「座談會」的記錄、整理文章：
- 張炎憲主持，柳書琴與許佩賢記錄、整理，「日治時代臺灣史研究之回顧與展望」座談會，刊載在1993年3月《台灣史田野研究通訊》，頁15~47。

對他人口述的記錄、整理文章：
其文章談訪對象是滿洲國時期在東北生活的中國人與台灣人。
- 張岳東口述，柳書琴、陳淑容採訪整理，〈烽火狂瀾流離--在臺灣的東北人張岳東先生訪談〉，刊載在2013年10月《傳記文學》，頁75~84。
- 甘麗娟口述，柳書琴採訪整理，〈父輩之志，我的足跡：甘麗娟女士訪談〉，刊載在2013年6月的《臺灣史料研究》，頁148~160。
- 黃文賓口述，柳書琴採訪整理，〈工人學生的東亞旅跡：黃文賓先生訪談〉，刊載在2013年6月的《台灣史料研究》，頁161~172。
- 林鐵錚口述，柳書琴採訪整理〈狂風驟雨於我何傷：林鐵錚先生訪談〉，刊載在2012年12月《臺灣史料研究》，頁100~117。
- 陳素梅口述，柳書琴採訪整理，〈出奔滿洲之迢迢醫者路：陳素梅醫師訪談〉，刊載在2012年12月《臺灣史料研究》，頁118~129。
- 李正中口述，柳書琴整理 ; 蔡佩均整理，〈我們究竟為何而寫？--東北老作家李正中口述〉，刊載在2012年6月《文訊》，頁81~88。
- 呂元明口述，柳書琴整理，〈我的勤勞奉仕經驗--呂元明教授口述〉，刊載在2012年6月《文訊》，頁94~98。

他人製作的演講逐字稿：
〈獵人視窗--我們的文學為什麼打獵？〉一文，是台灣文學館幾年前週末文學對談，柳書琴與亞榮隆．撒可努對談的逐字稿。內容不僅刊在《台灣文學館通訊》，也收錄在台文館出版的《猶疑的座標--十場台灣當代文學的心靈饗宴2：國立台灣文學館‧第二季週末文學對談》，對談的全程影像檔則放在台文館的網站上。
- 「當前臺灣文學議題座談會」的發言稿，刊載在2014年1月《文學臺灣》第89期，頁222~228。
- 林思甄，〈獵人視窗--我們的文學為什麼打獵？〉，對談人：柳書琴、亞榮隆．撒可努，該文刊載在2007年11月《台灣文學館通訊》的第4~11頁。

對他人論文、著作、會議的評論：
- 〈《張文環集》評介：深刻的庶民社會凝視〉，該文收錄在李學圖編的《孕育臺灣人文意識》，前衛出版社，頁88~96。
- 〈他者之眼或他山之石：從近年日本的日治時期臺灣文學研究談起〉，刊載在2001年12月第11號《現代學術研究》(由現代學術研究基金會發行)，頁83~107。
- 〈第45回東方學者會議觀察報告〉，刊載在十幾年由幾位清大中文所研究生創辦的小型刊物--《水筆仔》第11期，頁36~39。

## 他人的評判
- 對其研究取向的批判：

由於她主張日治時期的台灣文學研究，應該採取「實證主義」，與另一名台文學者游勝冠主張--應該採「批判性」立場對立，因此曾撰文檢討「批判性」學術研究。；同時，游勝冠也撰文批判柳書琴、黃美娥等學者的研究取向及其對日治時期台灣文學史料與研究對象的解讀。
- 對其個別研究成果的評論：

曾士榮〈評柳書琴著《荊棘之道：臺灣旅日青年的文學活動與文化抗爭》〉：該文刊載在2011年12月的《臺灣史研究》(台北市：中央研究院台灣史研究所)，頁 241-249。

## 趣聞、軼事
- 生性節儉，影印文件的時候，必定使用雙面印刷。同時，也會利用單面影印文件的背面書寫、隨手記事。
- 有時會帶女兒參加所上的演講，以及一些與他校台文系所合辦的學術研討會，2012年的清成研究生學術研討會、新影響劇團〈一桿稱仔〉觀劇會等等。

## 外部連結
影片按照座談時間的先後次序排列：
- 台灣文學網>影音屋>週末文學對談>週末文學對談第二季 ─ 獵人視窗/學者：柳書琴‧作家：亞榮隆‧撒可奴 （页面存档备份，存于）
- 「紀剛、《滾滾遼河》及「滿洲國」地工群體文獻、文物、影音」數位典藏計畫>藏品瀏覽>搜尋檢索─影音類(多數影片有柳書琴的提問與主持) （页面存档备份，存于）
- 巫永福文化基金會2010年頒獎典禮 (柳書琴致詞的部份) （页面存档备份，存于）
- 國立交通大學開放教育推動中心>殖民地文學的力學構造：台灣左翼文學的案例(講者投影片上的題目：「殖民地文學的力學構造：臺灣通俗文學的案例」，是錯誤的。)
- 李榮春百歲冥誕學術研討會綜合座談 (包含柳書琴「李榮春及其時代的文學」演講內容)  （页面存档备份，存于）
- 【哲學星期五@新竹】─「竹塹城外文采風流」(1)
- 【哲學星期五@新竹】─「竹塹城外文采風流」(2)
- 【哲學星期五@新竹】─「竹塹城外文采風流」(3)